# USS LST-168
O USS LST-168 foi um navio de guerra norte-americano da classe LST que operou durante a Segunda Guerra Mundial.